# Den romerske by
Den romerske by var det Romerske imperiums vigtigste bestanddel. Alle byerne i Romerriget var bygget på grundlag af den samme ideelle grundstruktur, der var kendetegnet ved sine offentlige bygninger, såsom templer, Forum, pladser, bade, teatre, amfiteatre, fontæner, cisterner osv. Arkitekturen var baseret på gammelkendte græsk-hellenistiske former, men havde udviklet sig fra sin traditionelle baggrund til nye sofistikerede og udprægede romerske former, og det var netop funktionen og udformningen af bygningerne, der for en romer adskilte andre byer fra en romersk by.
En af de idéer romerne overtog fra den græske kultur var byplanlægning, herunder den geometriske udformning af byens grundplan. I sin idealform udgjorde byen en kvadratisk struktur, der blev gennemskåret af to hovedgader, den ene i nord-sydgående retning, den anden i øst-vest. De krydsedes i byens centrum, hvor der var anlagt et forum. Byen var afgrænset af palisader eller volde, med porte ved hovedgaderne. Hovedparten af indbyggerne boede i huse opført i 4 til 5 etager (insulae). Dette var en idealform; udformningen af de enkelte byer var afhængig af lokale forhold, fx fysiske omgivelser, forhistorie, eksisterende bebyggelser osv.

## Forum
Den vigtigste strukturelle enhed i en by var dets centrum, det fremstod som én visuel enhed, men med bygninger der havde tydelige og distinkte funktioner. Grundlæggende havde en by en hovedgade der var bredere end de andre gader og som derfor gav bedre muligheder for transport, den førte ind til midten hvor byens Forum lå. For det meste lå forum parallelt med gaden og den var gerne omgivet af en kolonnade eller en arkade. Omkring den lå de offentlige bygninger i et kontinuert forløb; ingen af dem lå isoleret fra de andre, og nyt byggeri blev naturligt indpasset til det øvrige. Større byer havde dog flere hovedgader og pladser, og Rom selv havde utallige, der både kunne ligge på langs med og på tværs af gaderne, og de havde som Forum mange funktioner og var fokus for byens sociale og kommercielle aktiviteter.
Ét Forum var dog altid det absolutte centrum for en romersk by, det var der byens vigtigste sækulere bygninger lå, og der hvor de mest betydningsfulde politiske, juridiske og kommercielle aktiviteter foregik. Forum var afgrænset fra resten af byen med en kolonnade, og for at træde ind på Forum var det nødvendigt at træde over en tærskel og igennem en prominent port. Hertil var fokus for alt offentligt liv i byen rettet, både reelt og mentalt. Pladsen var ligeledes byens stolthed, det var her man fremviste sin rigdom og indflydelse, og hvor byens mest betydningsfulde officielle bygninger stod, og hvor de vigtigste monumenter var rejst.

## Offentlige bygninger
De romerske byer havde flere forskellige former for offentligt byggeri, som kan opdeles efter deres formål: Til religiøse handlinger, administration og til adspredelse og underholdning. Denne skelnen skal ikke tages alt for bogstaveligt, da det i praksis er meget svært at adskille funktionerne helt fra hinanden, og opdelingen betød ikke at en bygning ikke kunne have flere formål. Disse tre former dækker over mange forskellige bygningstyper, f.eks. fandtes der flere typer af templer: Capitolium havde en særstatus som byens hovedtempel, men derudover det fandtes der mange andre offentlige templer, de blev brugt i statskulten. Desuden vrimlede byen med private templer og kultsteder for alle de kulte der ikke havde nogen forbindelse til statskulten.

## Rekreative bygninger
I kejsertiden var badene de primære rekreative bygninger, og de havde ligesom templerne og Forum stor social betydning. Amfiteatrerne blev brugt i forbindelse med gladiatorkampe og samlede store tilskuermængder. Det er usikkert hvor man afholdt kampene i Rom før det Flaviske Amphiteater, bedre kendt som Colosseum, stod færdigt, men oprindelig fandt de sted på Forum.

## Gader
Gader var først og fremmest forbindelsesled og transportveje gennem byen, men udformningen af de gader der førte til forum og løb i den centrale og monumentale del af byen havde lige så stor betydning for det samlede bybillede som de øvrige bygninger. Det indtryk gaden skulle give var stabilitet, orden og evighed: Som de vigtigste pladser var de vigtigste gader også kantet af søjlegange. Selve gaden var sænket i forhold til søjlerne; det gav sammen med brudfladerne og søjlerne en bedre rumlig virkning. Forsænkningen virkede som en understøttelse af bygningerne, så de kom til at virke mere solide. Søjlerne langs gaden gav også området et præg af kontinuitet, da den samme orden gik igen lige meget hvor langt man bevægede sig. Rumligt signalerede dette orden, stabilitet og tidsmæssigt evighed.

## Typer af byer
I Romerriget fandtes der forskellige betegnelser for forskellige typer af byer. Disse betegnelser indikerer både byernes juridiske status og oprindelse.
Urbs (Byen) var en alternativ betegnelse for Rom. Som hovedstad og udgangspunkt for imperiet, havde denne by en særstatus.
Colonia (pl. coloniae) betegnede oprindeligt romerske militære udposter i nyligt erobrede territorier, anlagt med det formål, at sikre området. Bosætterne var tidligere soldater, der efter endt tjeneste blev tilbudt ejendom. Med tiden kom colonia til at betegne byer med højest status.
Civitas (pl. civitates) var semiautonome byer, der havde store frihedsrettigheder. Det var i reglen byer, der var nyanlagt af romerne i erobrede provinser, eller ældre byer, der fik denne status som en særlig gunstbevisning. Betegnelsen har en nær sammenhæng med begrebet romersk borgerret (Cives Romani). Civitates var regionale handels og administrationsbyer, der skulle stimulere den lokale økonomi, så skatteindtægter og råvareproduktion kunne øges. Det var denne type by, der normalt havde de fleste af de karakteristika, som kendetegner den romerske by.
Municipium (pl. municipia) var gamle byer, der allerede eksisterede før den romerske erobring. De havde lavere status end coloniae, men havde en høj grad af selvstyre.
vicus (pl. vici) var bebyggelser af mere tilfældig karaktér. Det var byer, der opstod i forbindelse med romerske anlæg, fx militærlejre eller miner. Vicus betegnede også en bys laveste administrative enhed, dvs. kvarter. Pga. deres uofficielle status og tilfældige opståen adskilte vici sig meget fra de øvrige bytyper, især fordi de manglede de offentlige strukturer.
Neokor var en særstatus, der blev tildelt af det romerske senat til gruppe af lilleasiatiske byer, hvor der var blevet opført templer til kejserkulten.